# Vallonia

Vallonia (du latin vallis, « vallée ») serait une déesse mineure romaine, protectrice des vallées, citée par Augustin d'Hippone dans une liste de divinités destinée tourner en dérision la religion traditionnelle romaine.